# Championnat du Costa Rica de football 1962-1963
Navigation
Saison précédente Saison suivante
La Primera División 1962-1963 est la quarante-et-unième édition de la première division costaricienne.
Lors de ce tournoi, le Deportivo Saprissa a tenté de conserver son titre de champion du Costa Rica face aux cinq meilleurs clubs costariciens.
Chacun des six clubs participant était confronté quatre fois aux cinq autres équipes.

## Les 6 clubs participants
| \| LD Alajuelense CS Cartagines CS Herediano Orión FC I Deportivo Saprissa CS Uruguay \| Localisation des clubs engagés dans le championnat. |
| LD Alajuelense CS Cartagines CS Herediano Orión FC I Deportivo Saprissa CS Uruguay                                                           |

| Club               | Stade                        | Capacité | Ville      |
| LD Alajuelense     | Stade Alejandro Morera Soto  | 17 900   | Alajuela   |
| CS Cartagines      | Stade José Rafael Meza       | 13 500   | Cartago    |
| CS Herediano       | Stade Eladio Rosabal Cordero | 8 100    | Heredia    |
| Orión FC           | Stade Lito Monge             | 27 500   | Curridabat |
| Deportivo Saprissa | Stade national du Costa Rica | 25 500   | San José   |
| CS Uruguay         | Stade Municipal el Labrador  | 2 500    | Coronado   |

## Compétition
Les six équipes s'affrontent à quatre reprises selon un calendrier tiré aléatoirement.
Le classement est établi sur l'ancien barème de points (victoire à 2 points, match nul à 1, défaite à 0).
Le départage final se fait selon les critères suivants :
- Le nombre de points.
- Une confrontation aller-retour supplémentaire.

### Classement
| Rang | Équipe                 | Pts | J  | G  | N | P  | Bp | Bc | Diff |
| ---- | ---------------------- | --- | -- | -- | - | -- | -- | -- | ---- |
| 1    | CS Uruguay             | 25  | 20 | 11 | 3 | 6  | 36 | 27 | +9   |
| 2    | Deportivo Saprissa (T) | 24  | 20 | 11 | 2 | 7  | 38 | 26 | +12  |
| 3    | LD Alajuelense         | 21  | 20 | 8  | 5 | 7  | 35 | 33 | +2   |
| 4    | CS Cartagines          | 18  | 20 | 8  | 2 | 10 | 21 | 37 | -16  |
| 5    | Orión FC               | 17  | 20 | 7  | 3 | 10 | 31 | 28 | +3   |
| 6    | CS Herediano           | 15  | 20 | 6  | 3 | 11 | 25 | 35 | -10  |

| Légende : Abréviations | Légende : Abréviations |
| ---------------------- | ---------------------- |
|                        | (T) : Tenant du titre  |

## Bilan du tournoi
| Tableau d'Honneur |            |
| Compétition       | Vainqueur  |
| Primera División  | CS Uruguay |

| Promotions et relégations   |                                      |
| Relégué en Segunda División | Aucun                                |
| Promu de Segunda División   | Limon FC Nicolás Marín Puntarenas FC |

## Statistiques

### Meilleur buteur
- Guillermo Elizondo (CS Uruguay) 16 buts